# Andreas Hoffmann (Kulturmanager)
Andreas Hoffmann (* 1971 in Norden) ist ein deutscher Kulturmanager und Klassischer Archäologe. Seit Mai 2023 ist er Geschäftsführer der documenta und Museum Fridericianum gGmbH, zu der neben der documenta Ausstellung auch das Fridericianum, das documenta archiv und die documenta Halle gehören.
Zuvor war er u. a. Geschäftsführer des Bucerius Kunst Forums sowie der Freunde der Kunsthalle Hamburg. Er lehrt am Institut für Kultur- und Medienmanagement der Hochschule für Musik und Theater in Hamburg.
Hoffmann studierte Klassische Archäologie und absolvierte eine Ausbildung zum PR-Referenten.

## Leben und Wirken
Hoffmann studierte Klassische Archäologie, Lateinische Philologie und Alte Geschichte in Hamburg, Berlin und Heidelberg. 2000 wurde er in Heidelberg mit seiner Dissertation zum Thema „Grabritual und Gesellschaft. Bildthemen und Funktionen unteritalisch-rotfiguriger Keramik aus der Nekropole von Tarent“ promoviert. Von 2001 bis 2004 war er in der Antikensammlung des Museums für Kunst und Gewerbe Hamburg tätig – zuletzt als kommissarischer Leiter der Sammlung und als Projektleiter der Ausstellungen „Die Etrusker – Luxus für das Jenseits“ und „Gunter Sachs“. Anschließend war Andreas Hoffmann bis 2006 als Geschäftsführer der Freunde der Kunsthalle sowie Geschäftsführer des Bundesverbands der Fördervereine deutscher Museen für bildende Kunst e. V. tätig.
Seit 2007 war er Geschäftsführer des Bucerius Kunst Forums und war bis Juni 2019 Programmleiter Kunst und Kultur der ZEIT-Stiftung Ebelin und Gerd Bucerius. Von Juni 2019 bis Mai 2022 war er alleiniger Geschäftsführer des Bucerius Kunst Forums, seit Mai 2022 bildete er gemeinsam mit der Direktorin Kathrin Baumstark das Leitungsteam des Bucerius Kunst Forums. Er verantwortete die Erweiterung im Jahr 2008 sowie den 2019 eröffneten Neubau des Ausstellungshauses am Alten Wall und war u. a. für die interdisziplinären Veranstaltungsprogramme verantwortlich. Zusätzlich war er in den Jahren 2012 und 2013 sowie 2021 Geschäftsführer der Kunstmeile Hamburg GbR. Hoffmann ist darüber hinaus seit 2011 Dozent und seit 2016 Honorarprofessor für Museums-, Stiftungs- und Finanzmanagement in Kulturinstitutionen sowie seit 2017 Sprecher der Fachgruppe Wirtschaft – Marketing am Institut für Kultur- und Medienmanagement der Hochschule für Musik und Theater Hamburg. Seine Lehrgebiete umfassen Themen wie die strategische Entwicklung, das Finanz-, Projekt- und Personalmanagement in Kulturinstitutionen sowie Recht und Ethik im Museumsbereich.
Seit 1. Mai 2023 ist Andreas Hoffmann Geschäftsführer der documenta und Museum Fridericianum gGmbH, zu der neben der documenta Ausstellung auch das Fridericianum, das documenta archiv und die documenta Halle gehören.
Die documenta wird seit 1955 in Kassel ausgerichtet und zählt zu den international wichtigsten Ausstellungen im Feld der zeitgenössischen Kunst. Nach den Antisemitismusvorfällen auf der documenta fifteen (2022) führte Hoffmann die gGmbH durch eine extern begleitete Organisationsentwicklung, die 2024 abgeschlossen wurde. Neben der Stärkung der Krisenresilienz der Organisation zielte diese darauf ab, Strukturen und Maßnahmen zum Schutz der Kunstfreiheit zu schaffen und zukünftig zu verhindern, dass Äußerungen gruppenspezifischer Menschenfeindlichkeit in der Ausstellung unkommentiert zum Tragen kommen können. Im Dezember 2024 wurde die US-amerikanische Kuratorin Naomi Beckwith von der internationalen Findungskommission als Künstlerische Leitung der documenta 16 ausgewählt und vom Aufsichtsrat der documenta und Museum Fridericianum gGmbH berufen. Die Ausstellung findet vom 12. Juni bis 19. September 2027 in Kassel statt.
Andreas Hoffmann war neben seinen beruflichen Tätigkeiten 2017–2023 Mitglied im Aufsichtsrat der Kunsthalle Emden. Darüber hinaus war er seit 2019–2023 Mitglied des Kuratoriums der Deutschen Stiftung Musikleben.
Andreas Hoffmann ist verheiratet mit der Klassischen Archäologin Annette Haug.

## Publikationen (Auswahl)
- mit Anette Haug (Hrsg.): Die neuen Bilder des Augustus. Macht und Medien im antiken Rom, Ausstellungskatalog Bucerius Kunst Forum, Hamburg 2022, ISBN 978-3-7774-4048-4
- Smart Art. Museen und Ausstellungshäuser in einer digitalisierten Gesellschaft. In: F. Loock, U.Poser, G. Röckrath, O. Scheytt (Hrsg.): Handbuch Kulturmanagement. Recht, Politik und Praxis, Nr. 69, 2020, S. 37–79.
- Mit interdisziplinären Veranstaltungsprogrammen neue und junge Besucher für Museen und Ausstellungshäuser gewinnen. Ergebnisse und Konsequenzen korrespondierender Evaluationen der Ausstellungen und gattungsübergreifenden Veranstaltungen im Hamburger Bucerius Kunst Forum, A. Hoffmann, A. Kurzeja, J. Schmidt, P. Schmidt: Zeitschrift für Kulturmanagement 2017 (2), S. 105–133.
- Wie Kunst zu erlebter Kultur wird – Hamburgs Museumslandschaft im Aufbruch. In: KMM Hamburg. Institut für Kultur- und Medienmanagement (Hrsg.): Kulturkommunikation im Wettbewerb. Hamburger Preis für Kultur-Kommunikation 2015 Rudolf Stilcken. Selbstverlag, Hamburg 2016, ISBN 978-3-9813044-2-8, S. 50–90.
- Freier Eintritt für alle? Preismanagement in Museen. In: F. Loock, U.Poser, G. Röckrath, O. Scheytt (Hrsg.): Handbuch Kulturmanagement. Recht, Politik und Praxis. 2016, F 1.5, S. 27–68.
- als Hrsg.: Bewahren wollen. Kulturerhalt in Ostdeutschland. ZEIT-Stiftung Ebelin und Gerd Bucerius, Hamburg 2015.
- mit M. Philipp und O. Westheider (Hrsg.): Pompeji. Götter, Mythen, Menschen. Katalog zur Ausstellung im Bucerius Kunst Forum. Hirmer, München 2014, ISBN 978-3-7774-2300-5.
- Mehr miteinander. Die Bedeutung privater Museen und Ausstellungshäuser für eine vielfältige Museumslandschaft. In: F. Loock, O. Scheytt (Hrsg.): Kulturmanagement & Kulturpolitik. Raabe, Stuttgart 2013, ISBN 978-3-8183-0525-3, F 3.21, S. 1–60.
- Orte der Innovation und des Wandels. Akzente privater Museen und Ausstellungshäuser in der Museumslandschaft. In: Jenny Svensson (Hrsg.): Die Dynamik kulturellen Wandels. Essays und Analysen. Festschrift Reinhard Flender zum 60. Geburtstag. Lit, Berlin/Münster 2013, ISBN 978-3-643-12366-4, S. 1–40.
- mit C. Oetzel: Die Kunstmeile Hamburg. Eine Kooperation der Künste mit Modellcharakter. In: F. Loock, O. Scheytt (Hrsg.): Kulturmanagement & Kulturpolitik. Raabe, Stuttgart 2013, ISBN 978-3-8183-0525-3, J 1.15, S. 1–34.
- Die Kunstmeile Hamburg. Bundesweites Marketing für die Freie und Hansestadt als Kunststandort. In: Reinhard Flender (Hrsg.): Offene Räume für Kunst & Kultur. Innovatives Kulturmanagement aus Hamburg. Lit, Berlin/Münster 2013, ISBN 978-3-643-11769-4, S. 41–73.
- mit B. Schmilgun und B. C. Schmidt (Hrsg.): CD-Reihe „Musica sacra Hamburgensis 1600-1800“ I-XI. Klassiklabel cpo, 2008–2011.
- Risultati di una ricerca sistematica dei contesti tombali di Taranto contenenti ceramica apula a figure rosse. In: M. Denoyelle, E. Lippolis, M. Mazzei, C. Pouzadoux (Hrsg.): La Céramique Apulienne. Bilan e Perspectives. Actes de la Table Ronde organisée par L’Ecole française de Rome 30 novembre - 2 décembre 2000. Boccard u. a., Paris u. a. 2005, ISBN 2-903189-81-1, S. 19–25.
- mit H. Spielmann, O. Westheider, Wilhelm Hornbostel (Hrsg.): Die Etrusker. Bilder vom Diesseits – Bilder vom Tod. Katalog zur Doppelausstellung im Bucerius Kunst Forum und im Museum für Kunst und Gewerbe Hamburg. Hirmer, München 2004, ISBN 3-7774-2055-7.
- mit K. Knoll und R. Hurschmann: Die Lebenden und die Seligen. Unteritalische Vasen in der Dresdner Skulpturensammlung. Katalog zur Ausstellung in den Staatlichen Kunstsammlungen Dresden. Philipp von Zabern, Mainz 2003, ISBN 3-8053-3296-3.
- Vom Kraftprotz zum Lustobjekt. Idealbilder männlicher Nacktheit im Wandel. In: N. Jockel, W. Hornbostel (Hrsg.): Nackt. Die Ästhetik der Blöße. Katalog zur Ausstellung im Museum für Kunst und Gewerbe Hamburg. Prestel, München u. a. 2002, ISBN 3-7913-2635-X, S. 79–88.
- Grabritual und Gesellschaft. Gefäßformen, Bildthemen und Funktionen unteritalisch-rotfiguriger Keramik aus der Nekropole von Tarent (= Internationale Archäologie. Band 76). Verlag Marie Leidorf, Rahden (Westfalen) 2002, ISBN 3-89646-348-9 (= Dissertation, Universität Heidelberg 2000).